# Hee Haw (EP)
Hee Haw (EP) – drugi album, a pierwszy minialbum zespołu The Boys Next Door, wydany w 1979 roku. Płyta ukazała się formacie 12".
W 1980 roku, już po przeprowadzce zespołu do Londynu, ukazała się reedycja tego albumu, tym razem przypisana zespołowi The Birthday Party.
Pogłębiając zamieszanie dotyczące tego tytułu, w 1988 roku ta samą nazwą – Hee Haw, pojawiła się ponownie. Tym razem była to kompilacja, zawierająca wczesne nagrania zespołu.

## Spis utworów
1. „A Catholic Skin” – 2:25
2. „The Red Clock” – 2:47
3. „Faint Heart” – 2:51
4. „Death by Drowining” – 3:10
5. „The Hair Shirt” – 4:05